# Distanceblænder
En distanceblænder er en person eller en genstand, der ser godt ud på afstand, men som er mindre attraktiv på nært hold. Det benyttes bl.a. om stærkt sminkede kvinder og biler, der er overfladisk reparerede, f.eks. ved overmaling af rustangreb.
I sin oprindelige betydning er distanceblænderi ikke nødvendigvis en tilsigtet handling. Begrebet har dog ændret betydning, således at det anvendes om personer, der bevidst fremstiller sig selv i et bedre lys, end deres baggrund berettiger til. 
Distanceblænderen er, ud over sit gode udseende, ofte i besiddelse af charme og evnen til at engagere sine omgivelser. Hvis disse karaktertræk er kombineret med sygelig selvovervurdering eller mytomani, vil distanceblænderen ofte blive betegnet som psykopat.